# Херманис, Янис Юрьевич
Я́нис Ю́рьевич Хе́рманис (латыш. Jānis Hermanis; 1 июля 1908, Дундага, Виндавский уезд, Курляндская губерния, Российская империя — 1 марта 1989) — звеньевой совхоза «Окте» Министерства совхозов СССР, Талсинский уезд Латвийской ССР. Герой Социалистического Труда (1949).

## Биография
В послевоенные годы трудился звеньевым полеводческого звена в совхозе «Окте» Талсинского уезда.
В 1948 году звено Яниса Херманиса получило высокий урожай зерновых. Указом Президиума Верховного Совета СССР от 29 апреля 1949 года удостоен звания Героя Социалистического Труда «за получение высоких урожаев пшеницы при выполнении совхозом плана сдачи государству сельскохозяйственных продуктов в 1948 году и обеспеченности семенами всех культур в размере полной потребности для весеннего сева 1949 года» с вручением ордена Ленина и золотой медали «Серп и Молот».
С 1954 по 1971 год совхоз возглавлял Герой Социалистического Труда Пётр Герасимович Медведев. В этом же совхозе трудились Герои Социалистического Труда бригадир полеводческой бригады Эрнест Зебергс (награждён в апреле 1948 года), бригадир полеводческой бригады Фриц Калнс (награждён в апреле 1949 года) и скотник Антон Антонович Катковский (награждён в апреле 1949 года).
Умер 1 марта 1989 года (некролог опубликован 11 марта 1989 года в газете «Padomju karogs»).